# 圣蒂格迪阿勒
圣蒂格迪阿勒（法語：Saint-Tugdual，法語發音：[sɛ̃ tyɡdɥal]）是法国莫尔比昂省的一个市镇，属于蓬蒂维区。

## 地理
圣蒂格迪阿勒（48°5'56"N, 3°20'20"W）面积19.97 平方千米，位于法国布列塔尼大區莫尔比昂省，该省份为法国西北部沿海省份，位于布列塔尼半岛南部，北起阿摩尔滨海省、西接菲尼斯泰尔省，南濒大西洋，东南接大西洋卢瓦尔省，东临伊勒-维莱讷省。
与圣蒂格迪阿勒接壤的市镇（或旧市镇、城区）包括：普卢赖、普洛埃迪特、勒克鲁瓦斯蒂、普里济亚克。
圣蒂格迪阿勒的时区为UTC+01:00、UTC+02:00（夏令时）。

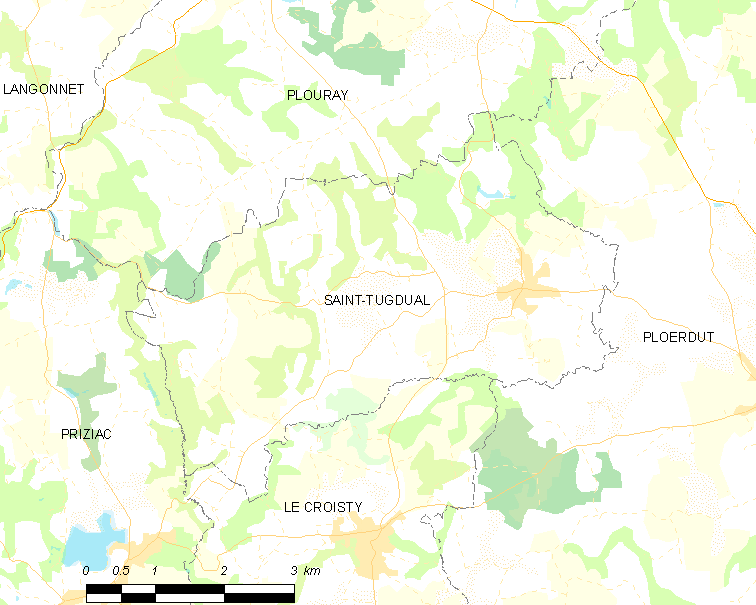
圣蒂格迪阿勒的OSM定位图

## 行政
圣蒂格迪阿勒的邮政编码为56540，INSEE市镇编码为56238。

## 政治
圣蒂格迪阿勒所属的省级选区为古兰县。

## 人口

1962-2008年间圣蒂格迪阿勒人口变化图示

圣蒂格迪阿勒于2022年1月1日时的人口数量为375人。